# Каунсіл-Гілл (Оклахома)
Каунсіл-Гілл (англ. Council Hill) — місто (англ. town) в США, в окрузі Маскогі штату Оклахома. Населення — 108 осіб (2020).

## Географія
Каунсіл-Гілл розташований за координатами 35°33′21″ пн. ш. 95°39′9″ зх. д. / 35.55583° пн. ш. 95.65250° зх. д. (35.555905, -95.652543).  За даними Бюро перепису населення США в 2010 році місто мало площу 0,82 км², уся площа — суходіл.

## Демографія
Згідно з переписом 2010 року, у місті мешкало 158 осіб у 54 домогосподарствах у складі 40 родин. Густота населення становила 193 особи/км².  Було 70 помешкань (85/км²).
Расовий склад населення:
| - 72,8 % — білих - 8,2 % — корінних американців - 7,6 % — осіб інших рас |

До двох чи більше рас належало 11,4 %. Частка іспаномовних становила 8,2 % від усіх жителів.
За віковим діапазоном населення розподілялося таким чином: 34,2 % — особи молодші 18 років, 50,6 % — особи у віці 18—64 років, 15,2 % — особи у віці 65 років та старші. Медіана віку мешканця становила 28,8 року. На 100 осіб жіночої статі у місті припадало 102,6 чоловіків;  на 100 жінок у віці від 18 років та старших — 108,0 чоловіків також старших 18 років.
Середній дохід на одне домашнє господарство  становив 36 051 долар США (медіана — 33 542), а середній дохід на одну сім'ю — 41 824 долари (медіана — 40 938). Медіана доходів становила 33 750 доларів для чоловіків та 20 938 доларів для жінок. За межею бідності перебувало 11,2 % осіб, у тому числі 0,0 % дітей у віці до 18 років та 0,0 % осіб у віці 65 років та старших.
Цивільне працевлаштоване населення становило 37 осіб. Основні галузі зайнятості: будівництво — 29,7 %, роздрібна торгівля — 16,2 %, освіта, охорона здоров'я та соціальна допомога — 16,2 %.